# Anchoveta
Anchoveta (Engraulis ringens) är en art i familjen ansjovisfiskar.
Anchoveta förekommer i de kalla vattnen längs Perus och Chiles kuster. Den kan bli upp till 20 centimeter lång. Det peruanska anchovetafisket dominerade världens havsfiske från 1960-talet fram till början av 1990-talet. Rekordåret 1971 fiskades 13 miljoner ton. Det intensiva fisket ledde till att de årliga fångsterna snabbt sjönk under 4 miljoner ton under slutet av 1970-talet och början av 1980-talet. Anchovetafiskets totala kollaps 1983-84 påskyndades av att El Niño det året pressade samman fiskbeståndet till ett litet område. Under El Niño 1997-98 sjönk fångsterna också kraftigt, men en viss ökning av beståndet skedde under början av 1999.
Under anchovetafiskets storhetstid användes fisken främst som råvara till fiskmjöl och fiskolja.